# Tanongou
Tanongou è un arrondissement del Benin situato nella città di Tanguiéta (dipartimento di Atakora) con 8.014 abitanti (dato 2006).